# Maïs corné

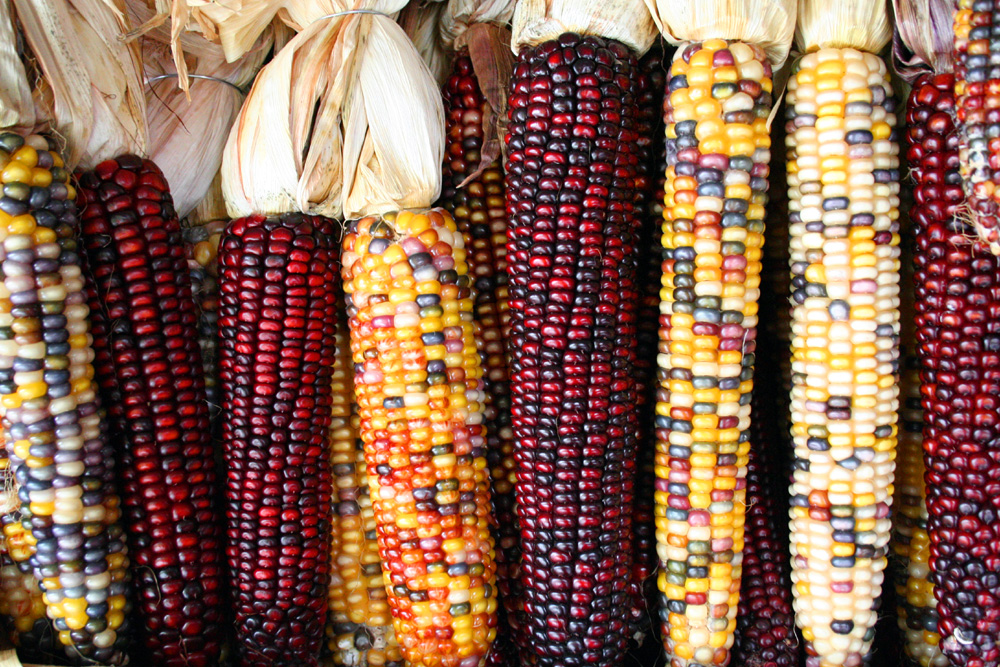
Le Maïs corné est nommé ainsi à cause de la dureté de ses grains, qui ont de multiples couleurs

Le maïs corné (Zea mays indurata), aussi appelé "Northern flints" (« Silex du Nord »), est une variété de maïs à grains durs d'où leur surnom de silex, originaire du Nord des États-Unis actuels et du Canada.
Le maïs corné semble avoir migré par la côte Ouest à partir des maïs de type Hopi. Ils ont ensuite migré en Europe du Nord.

## Description
Les maïs cornés ont des épis longs et cylindriques, une rafle blanche et huit rangs de grains plus ou moins cornés, plus arrondis, plus riches en albumen vitreux plus dur et présentant une teneur en matière azotée supérieure. Ils sont plus précoces et plus résistants au froid que les maïs dentés.
Les notions de "maïs corné" et "maïs denté" concernent la forme et la texture du grain. Le grain "corné" possède un albumen vitreux important et un albumen farineux réduit. C'est l'inverse pour le grain "denté" qui, de plus, a la forme d'une incisive. Le caractère "grain corné" est associé dans l'esprit du sélectionneur, aux populations précoces d'origine européenne. Le caractère "grain denté" est, quant à lui, associé aux populations plus tardives d'origines nord-américaines.

## Hybrides
Les hybrides "corné × denté" sont à l'origine du succès de la culture du maïs dans les zones septentrionales de l'Europe, situées au nord de la Loire. Contrairement à la croyance populaire, les hybrides de maïs cultivés depuis le début du XXe siècle ne sont pas stériles mais perdent simplement un peu de leur vigueur à partir de la seconde génération. Ils ne sont pas non plus liés à une quelconque manipulation génétique. Ils ont été développés simplement pour bénéficier de l'effet hétérosis qui se manifeste lorsqu'on croise deux variétés d'une même espèce mais disposant de patrimoines génétiques assez distants liés au développement de l'espèce dans des régions différentes.